# 스위스 연방평의회
스위스 연방평의회(스위스 聯邦評議會, 독일어: Bundesrat, 프랑스어: Conseil fédéral, 이탈리아어: Consiglio federale, 로만슈어: Cussegl federal)는 스위스의 집합적 국가 원수로서 기능하는 연방정부 기관으로, 7명으로 구성되는 행정 평의회이다.
이들 7명의 위원 중 한 명이 1년을 임기로 스위스 연방의회에 의해 선출되어 스위스 연방대통령이 된다. 연방의회는 또한 부통령도 선출한다. 그리고 연방 의회는 중립적인 정치를 하고 있으며, 각 연방의 대표자만이 스위스 연방의회에서 정치적 중립성을 지키며 스위스 국민들을 위한 법을 만들고 있다.